# Ivo Štivičić
Ivo Štivičić (Rešetari pokraj Nove Gradiške, 13. svibnja 1936. – Zagreb, 15. listopada 2021.) bio je hrvatski dramaturg i scenarist.

## Životopis
Studirao je na Pravnom i Filozofskom fakultetu u Zagrebu. Na tadašnju zagrebačku televiziju došao je 1958. godine, radio je kao dramaturg i scenarist, od 1992. do 1995. bio je urednik Dramskog programa HTV-a, potom je postao profesor dramaturgije na Akademiji dramske umjetnosti.
Od 1995. do 1996. godine uređivao i vodio emisiju glumački portret Zvijezde iznad.

## Privatni život
Otac je Tene Štivičić, hrvatske dramatičarke.

## Filmografija

### Filmovi
- Dvostruki obruč (1963.)
- Horvatov izbor (1985.)

### TV produkcija
- Balkon 1959. (drama)
- Vražji otok 1959. (drama)
- Vučjak 1960.
- Treći je došao sam 1960.
- Treba zaklati pijetla 1961.
- Mokra koža 1965.
- Mirotvorci 1966.
- Jednog dana ili nešto kasnije 1967.
- Kuda idu divlje svinje 1970.
- "Istarska rapsodija 1921." 1976.
- Tomo Bakran 1978.
- Brisani prostor 1981.
- Tamburaši 1982.
- Putovanje u Vučjak 1984.
- Uskrsnuće nade 1996.

### Ostalo
- "Libar Miljenka Smoje oli ča je život vengo fantažija" kao sudionik dokumentarnog serijala (2012.)

## Nagrade
- Nagrada za životno djelo Ivan Šibl za televizijski rad.[3]
- Nagrada Vladimir Nazor za životno djelo

## Vanjske poveznice
- Hrvatsko društvo pisaca – Ivo Štivičić  Arhivirana inačica izvorne stranice od 17. listopada 2021. (Wayback Machine)
- Ivo Štivičić u internetskoj bazi filmova IMDb-u (engl.)